# 이가나 (골프 선수)
이가나(1987년 3월 21일 ~ )는 대한민국의 골프 선수이다.

## 학력
- 단국대학교 스포츠경영학과(졸업)
- 성균관대학교 대학원 스포츠인터랙션사이언스학과 석사

## 경력
- 에이비앤아이 투어프로 골프단 단장
- ABC라이프 골프단 GM

## 수상
- 2005년 제1회 로드랜드컵 매경 여자오픈대회 골프 우승
- 2005년 한국여자프로골프대상 올해의 베스트 샷상